# Egy csók és más semmi (film, 1941)
Az Egy csók és más semmi 1941-ben bemutatott fekete-fehér, magyar romantikus zenés filmvígjáték Ráthonyi Ákos rendezésében. A forgatókönyv Eisemann Mihály operettjéből készült. A főbb szerepekben Jávor Pál, Tolnay Klári és Rajnay Gábor látható.

## Történet
A népszerű operett filmváltozata egy válóper és egy bimbózó szerelem története. Albert Sándor sármos fiatal ügyvédnek megtetszik egyik ügyfelének felesége, Anni. Miután a házaspár éppen válni készül,  Annie a tárgyalásig egy szállodába költözik. A fiatalasszonynak a per miatt nem szabadna ugyan új férfiismeretségbe bonyolódnia, azonban saját ügyvédje, dr. Sáfrány legkomolyabb figyelmeztetése ellenére elfogadja a  „szemtelen tolakodó fráter” kompromittáló közeledését, elfogadja virágait és találkozik vele. A fiatalok nem fedik fel egymás előtt kilétüket, és csak a tárgyaláson derül ki, hogy Sándor nem más, mint a válni nem akaró férj ügyvédje. A magánnyomozókkal megfigyeltetett Anni azt hiszi, hogy a fiatal ügyvéd közeledése nem más, mint egy neki állított csapda. A bíróság előtt Sándornak sikerül tisztáznia a helyzetet, így a felperes asszony kérésére végül is kimondják a válást, és a civódó-évődő szerelmesek egymáséi lehetnek. A történet másik szerelmespárja, ifjabb Sáfrány ügyvéd és titkolt gyermekének anyja, Zsuzsi a film végére szintén hivatalossá tudja tenni kapcsolatát.

## Szereplők
- Jávor Pál – Dr. Albert Sándor ügyvéd
- Tolnay Klári – Nadányi Ervinné, Anni
- Rajnay Gábor – Dr. Sáfrány Béla ügyvéd
- Peéry Piri – Dr. Schön Tóni kémikus
- Pataky Jenő – Sáfrány Péter ügyvédjelölt, Sáfrány Béla fia
- Ölvedy Zsóka – Zsuzsi
- Dénes György – Nadányi Ervin
- Pethes Sándor – magánnyomozó
- Simon Marcsa – Dr. Albert ügyfele
- Vándory Margit – Teréz, cseléd Sáfránynál
- Kelly Anni – énekesnő
- Misoga László – magánnyomozó
- Berczy Géza – Bobby
- Fülöp Sándor – Dr. Schön Tóni segédje
- Vándory Gusztáv – bíró

## A film slágerei
A operett népszerű dalai közül az alábbiak hangzanak el a filmben:
- Egy kis édes félhomályban (Tolnay Klári-Jávor Pál)
- Hallod-e Rozika, te (Ölvedy Zsóka-Pataki Jenő)
- Mért szerettem bele magába? (Kelly Anni, a Palermo Bár énekesnője)
- Egy csók és más semmi (Tolnay Klári-Jávor Pál)[1]